# Xiphiopsylla apriona
Xiphiopsylla apriona är en loppart som beskrevs av Jordan et Rothschild 1913. Xiphiopsylla apriona ingår i släktet Xiphiopsylla och familjen Xiphiopsyllidae. Inga underarter finns listade i Catalogue of Life.